# Lei da Insurreição de 1807
A Lei da Insurreição de 1807 é uma lei federal dos Estados Unidos (especificamente, 10 USC §§ 251, 252, 253, 254 e 255) que dá poderes ao Presidente dos Estados Unidos para usar as Forças Armadas no território dos Estados Unidos em algumas circunstâncias especiais, como para acabar com agitações civis, insurgências e rebeliões.
O principal objetivo desta lei é limitar o poder do presidente; em troca, os governos estaduais e locais devem reagir primeiro durante uma insurreição. A aplicação desta lei e da Lei de Posse Comitatus reduz severamente os poderes do presidente de agir em solo americano.
Essa lei serviu de base para a declaração de guerra dos estados do norte contra os estados do sul (Guerra Civil Americana).
| Data da invocação      | Presidente responsável | Pedido pelo estado? | Área afetada                                  | Ocasião                                                            |
| ---------------------- | ---------------------- | ------------------- | --------------------------------------------- | ------------------------------------------------------------------ |
| 19 de abril de 1808    | Thomas Jefferson       |                     | Lago Champlain                                | Violações à Lei de Embargo                                         |
| 23 de agosto de 1831   | Andrew Jackson         | Sim                 | Norfolk, Virginia                             | Revolta de escravos                                                |
| 28 de janeiro de 1834  | Andrew Jackson         | Sim                 | Williamsport, Maryland                        | Disputa dos trabalhadores no canal de Chesapeake e Ohio            |
| 17 de outubro de 1871  | Ulysses S. Grant       | Não                 | South Carolina                                | Supressão do Ku Klux Klan                                          |
| 15 de setembro de 1872 | Ulysses S. Grant       | Não                 | New Orleans, Louisiana                        | Tumulto após eleição governamental de Louisiana de 1872            |
| 13 de maio de 1874     | Ulysses S. Grant       | Sim                 | Little Rock, Arkansas                         | Guerra Brooks–Baxter                                               |
| 7 de outubro de 1878   | Rutherford B. Hayes    | Sim                 | Condado de Lincoln, Território do Novo México | Guerra do Condado de Lincoln                                       |
| 7 de julho de 1894     | Grover Cleveland       | Sim                 | Chicago, Illinois                             | Greve Pullman                                                      |
| 28 de abril de 1914    | Woodrow Wilson         | Sim                 | Colorado                                      | Guerra de Colorado de 1913                                         |
| 22 de julho de 1943    | Franklin D. Roosevelt  | Sim                 | Detroit, Michigan                             | Tumulto de Detroit de 1943                                         |
| 24 de setembro de 1957 | Dwight D. Eisenhower   | Não                 | Little Rock, Arkansas                         | Proteção de Little Rock Nine:8                                     |
| 30 de setembro de 1962 | John F. Kennedy        | Não                 | Oxford, Mississippi                           | Distúrbios na Universidade de Mississippi de 1962:13               |
| 10 de setembro de 1963 | John F. Kennedy        | Não                 | Alabama                                       | Impor as ordens de desegregação nas escolas públicas do Alabama:13 |
| 24 de julho de 1967    | Lyndon B. Johnson      | Sim                 | Detroit, Michigan                             | Distúrbios em Detroit em 1967                                      |
| 5 de abril de 1968     | Lyndon B. Johnson      | Sim                 | Washington, D.C.                              | Distúrbios em Washington, D.C., em 1968                            |
| 7 de abril de 1968     | Lyndon B. Johnson      | Sim                 | Baltimore, Maryland                           | Distúrbios em Baltimore em 1968                                    |
| 7 de abril de 1968     | Lyndon B. Johnson      | Sim                 | Chicago, Illinois                             | Distúrbios em Chicago em 1968                                      |
| Setembro de 1989       | George H. W. Bush      | Sim                 | Saint Croix, United States Virgin Islands     | Tumultos após o Furacão Hugo                                       |
| 1º de maio de 1992     | George H. W. Bush      | Sim                 | Condado de Los Angeles, Califórnia            | Distúrbios em Los Angeles em 1992                                  |